# Gaël
Gaël (bretonisch: Gwazel) ist eine Gemeinde mit 1.617 Einwohnern (Stand 1. Januar 2022) in Frankreich im Département Ille-et-Vilaine in der Region Bretagne. Sie liegt südwestlich von Rennes, am Ufer des Flusses Meu. Im südwestlichen Gemeindegebiet verläuft der Doueff.
Sie umfasst eine Fläche von 52,10 km² und liegt zwischen Saint-Méen-le-Grand und Mauron.

## Einwohnerentwicklung
| Jahr      | 1846  | 1906  | 1954  | 1962  | 1968  | 1975  | 1982  | 1990  | 1999  | 2007  | 2017  |
| --------- | ----- | ----- | ----- | ----- | ----- | ----- | ----- | ----- | ----- | ----- | ----- |
| Einwohner | 2.295 | 2.654 | 2.038 | 1.466 | 1.673 | 1.515 | 1.484 | 1.406 | 1.350 | 1.541 | 1.634 |

## Flugplatz Point-Clos
Einige Kilometer südsüdöstlich von Gaël, an der heutigen D773, existierte am nordöstlichen Rand des Walds von Paimpont/Brocéliande ab 1925 ein kleiner Militärflugplatz, das Camp de Aviation Point Clos. Hier waren Teile von Verbänden der Armée de l’air aus Chartres und Tours stationiert.
Der Flugplatz wurde während der deutschen Besetzung im Zweiten Weltkrieg von der Deutschen Luftwaffe ausgebaut. Die I. Gruppe des Luftlandegeschwader 1 (I./LLG 1) lag für kurze Zeit im Mai 1943 mit ihren Do-17-Schleppflugzeugen und DFS-230-Lastenseglern in Gaël. Zwischen November 1943 und Anfang März 1944 war der Ort dann Stützpunkt einer Jagdstaffel, der mit Fw 190 ausgerüsteten 12. Staffel des Jagdgeschwaders 2 (12./JG 2).
Der Flugplatz war mehrfach das Ziel alliierter Luftangriffe.
Nach Befreiung der Gegend durch die US-Armee war Advanced Landing Ground ALG A-31, so Gaëls alliierte Bezeichnung, von Mitte August bis Ende September 1944 eine Einsatzbasis der 354th Fighter Group, einem P-51-Verband der United States Army Air Forces.
Nach dem Krieg wurde der Flugplatz nicht weiter genutzt und es sind nur noch wenige Überreste erhalten.

Kirche Saint-Pierre

## Persönlichkeiten
- Heiliger Jodok, geboren um 600 wahrscheinlich in Gaël
- Ralph de Gaël de Montfort (* vor 1040; † um 1097), Herr von Gaël und Montfort-sur-Meu